# Siler
Genre
Synonymes
- Silerella Strand, 1906

Siler est un genre d'araignées aranéomorphes de la famille des Salticidae.

## Distribution
Les espèces de ce genre se rencontrent en Asie de l'Est, en Asie du Sud-Est et en Asie du Sud.

## Liste des espèces
Selon World Spider Catalog (version 24, 14/03/2023) :
- Siler bielawskii Żabka, 1985
- Siler collingwoodi (O. Pickard-Cambridge, 1871)
- Siler cupreus Simon, 1889
- Siler flavocinctus (Simon, 1901)
- Siler hanoicus Prószyński, 1985
- Siler lewaensis Prószyński & Deeleman-Reinhold, 2010
- Siler niser Caleb, Parag & Datta-Roy, 2023
- Siler pulcher Simon, 1901
- Siler ruber Baba, Yamasaki & Tanikawa, 2019
- Siler semiglaucus (Simon, 1901)
- Siler severus (Simon, 1901)
- Siler zhangae Wang & Li, 2020

## Systématique et taxinomie
Ce genre a été décrit par Simon en 1889 dans les Attidae.
Silerella a été placé en synonymie par Prószyński en 1984.

## Publication originale
- Simon, 1889 : « Études arachnologiques. 21e Mémoire. XXXIII. Descriptions de quelques espèces recueillies au Japon, par A. Mellotée. » Annales de la Société Entomologique de France, sér. 6, vol. 8, p. 248-252 (texte intégral).